# Saccopteryx gymnura
Saccopteryx gymnura es una especie de murciélago de América del Sur.

## Distribución
Esta especie se encuentra en Brasil, Guyana, Guyana Francesa, Suriname y posiblemente Venezuela.

## Hábitat
Por su morfología es un insectívoro aéreo, que habita los bosques poco densos y aclarados. La deforestación podría estar afectando a sus poblaciones.